# Io no (Alexia)
Io no è un singolo di Alexia pubblicato nel 2013.

## Il brano
È il primo singolo promozionale estratto dal nuovo album iCanzonissime uscito l'11 giugno 2013. La canzone, tra pop e dance, parla dell'amore tra una coppia in cui uno dei due ha delle dipendenze che minacciano la loro unione. In questo caso si deve avere la forza di dire no senza assecondare il partner, perché qualunque sia la dipendenza, dall'alcool fino alle droghe, non bisogna lasciarsi trascinare nel baratro, né in coppia né da soli. Scritto da Alexia e Umberto Iervolino, si avvale della produzione artistica di Nicolò Fragile.
Il brano è uscito in radio e nei digital store il 12 marzo.

## Il videoclip
Il singolo è accompagnato da un videoclip diretto dal regista Stefano Bertelli, girato in tre diverse location tra cui Sarnico in provincia di Bergamo. Le scene invernali sono state invece girate nella stazione sciistica di Polsa in provincia di Trento. Le riprese mostrano la storia d'amore di una coppia raccontata in diversi momenti della loro relazione, alternate a fotogrammi in cui Alexia canta sul pontile del lago di Sarnico. Tutto scivola veloce ma è la scena finale a colpire e a riassumere il senso della canzone. La ragazza resta sola sul pontile.

## Curiosità
- La canzone è stata presentata in anteprima nazionale nella sesta edizione del programma I migliori anni.
- Il videoclip è stato presentato in esclusiva su Tgcom24 il 1º aprile in diretta da un campo da calcetto nella bergamasca.